# 일본국 헌법 제17조
일본국 헌법 제17조(일본어: 日本国憲法第17条)은 일본국 헌법 제3장 "국민의 권리와 의무"의 조문 중 하나이다. 국가 및 공공 단체의 배상 책임에 대해 규정하고 있다.

## 조문
일본국 헌법 제17조
누구든지 공무원의 불법 행위에 의하여 손해를 입은 때에는 법률이 정하는 바에 의하여 국가 또는 공공 단체에 그 배상을 요구할 수 있다.

## 해설
공무원이 불법 행위를 한 경우에느 그 손해에 관한 배상 책임은 그 공무원 개인에만 귀속하는 것이 아니라 오히려 국가나 지방 자치 단체가 손해 배상을 행하는 책임을 진다는 것을 규정하는 것이다. 조문의 구조를 보면 "사용자 책임"과 유사하다고 볼 수 있지만, 사용자 및 감독자로서의 과실이라는 개념은 존재하지 않는다.
구체적인 배상을 요구하는 방법에 대해서는 법률에 위임하고 있으며, 그 법률로서 제정된 것이 "국가배상법"이다. 공무원의 불법 행위를 국가 및 공공 단체가 책임지는 것은 일반적으로 그것이 공권력의 행사로서 이루어졌을 경우에 한정한다. 그 외의 경우에는 불법 행위에 관한 책임은 원칙에 따라 불법 행위를 저지른 공무원 개인에게 묻게 된다.